# 무법자
무법자(無法者, outlaw)는 범죄 등으로 법의 보호를 받을 수 없게 된 사람을 가리킨다. 그러나 현대에는 미국 서부문화의 범죄적 인물들과 같은 유형의 인간을 가리키는 말로 사용되는 경우가 많다. 이러한 묘사는 영국의 민화 로빈 후드의 영향이 크다.

## 같이 보기
- 도적
- 사권박탈법
- 현상금 사냥꾼
- 부카니에
- 나치 사냥꾼
- 도편 추방
- 해상강도
- 강도기사
- 강도
- 암살단
- 불가촉천민
- 바르그